# Liste der Geotope im Schwarzwald-Baar-Kreis
Diese sortierbare Liste der Geotope im Schwarzwald-Baar-Kreis enthält die Geotope im baden-württembergischen Schwarzwald-Baar-Kreis, die amtlichen Bezeichnungen für Namen und Nummern sowie deren geographische Lage. Die Geotope sind im Geotop-Kataster Baden-Württemberg dokumentiert und umfassen Aufschlüsse von Gesteinen, Böden, Mineralien und Fossilien sowie besondere Landschaftsteile.

## Liste
Im Landkreis sind 63 Geotope (Stand 25. Juni 2021) offiziell vom Landesamt für Geologie, Rohstoffe und Bergbau (LGRB) ausgewiesen:
| Steckbrief Nr. (PDF) | Name                                                                               | Geotoptyp          | Gemeinde/Stadt, Gemarkung                      | Koordinaten                     | Bild | Bemerkungen                                                                                         |
| -------------------- | ---------------------------------------------------------------------------------- | ------------------ | ---------------------------------------------- | ------------------------------- | ---- | --------------------------------------------------------------------------------------------------- |
| 4300                 | Wasserfall Lettengrund S von Achdorf, Blumberg                                     | Wasserfall         | Blumberg Gemarkung Achdorf                     | 47° 49′ 43,9″ N, 8° 30′ 6,7″ O  |      | Geologische Einheit: Arietenkalk-Formation Status: mit geschützt (NSG Wutachflühen)                 |
| 4301                 | Lunzifelsen (Wutachflühen), Blumberg                                               | Felsformation      | Blumberg Gemarkung Fützen                      | 47° 48′ 27″ N, 8° 30′ 38,2″ O   |      | Geologische Einheit: Trochitenkalk Oberer Muschelkalk Status: mit geschützt (NSG Wutachflühen)      |
| 4302                 | Basaltklippe Blauer Stein, Blumberg                                                | Felsformation      | Blumberg Gemarkung Riedöschingen               | 47° 49′ 38,1″ N, 8° 35′ 54,4″ O |      | Geologische Einheit: Basalt Status: geschützt (Naturdenkmal Blauer Stein)                           |
| 4303                 | Bregquelle, Furtwangen im Schwarzwald                                              | Quelle             | Furtwangen im Schwarzwald                      | 48° 5′ 42,7″ N, 8° 9′ 17,8″ O   |      | Geologische Einheit: ? Status: geschützt (Naturdenkmal Bregquelle (Donauquelle))                    |
| 4304                 | Felsblöcke Güntherfelsen, Furtwangen im Schwarzwald                                | Felsformation      | Furtwangen im Schwarzwald                      | 48° 5′ 22,3″ N, 8° 9′ 9,4″ O    |      | Geologische Einheit: Triberg-Granit Status: mit geschützt (NSG Günterfelsen und Umgebung)           |
| 4305                 | Elzquelle ca. 2400 m W von Schönwald im Schwarzwald                                | Quelle             | Furtwangen im Schwarzwald                      | 48° 6′ 6,6″ N, 8° 9′ 47,4″ O    |      | Geologische Einheit: ? Status: mit geschützt (NSG Günterfelsen und Umgebung)                        |
| 4306                 | Gaisfelsen, Schonach im Schwarzwald                                                | Felsformation      | Schonach im Schwarzwald                        | 48° 9′ 14,6″ N, 8° 9′ 32,2″ O   |      | Geologische Einheit: Triberg-Granit Status: geschützt (Naturdenkmal Gaisfelsen (Felsengruppe))      |
| 4307                 | Geistfelsen, Schonach im Schwarzwald                                               | Felsformation      | Schonach im Schwarzwald                        | 48° 8′ 30,2″ N, 8° 8′ 43,6″ O   |      | Geologische Einheit: Triberg-Granit Status: geschützt (Naturdenkmal Geistfelsen (Felsgruppe))       |
| 4308                 | Elzfälle bei der Mühlebrücke, Schonach im Schwarzwald                              | Wasserfall         | Schonach im Schwarzwald                        | 48° 7′ 47,4″ N, 8° 9′ 27,4″ O   |      | Geologische Einheit: ? Status: mit geschützt (NSG Rohrhardsberg-Obere Elz)                          |
| 4309                 | Waldhäuselefels, Schonach im Schwarzwald                                           | Felsformation      | Schonach im Schwarzwald                        | 48° 7′ 51,5″ N, 8° 12′ 47″ O    |      | Geologische Einheit: Triberg-Granit Status: geschützt (Naturdenkmal Felsengruppe, Waldhäuslefelsen) |
| 4310                 | Jakobfelsen, Schonach im Schwarzwald                                               | Felsformation      | Schonach im Schwarzwald                        | 48° 7′ 12,4″ N, 8° 14′ 40,8″ O  |      | Geologische Einheit: Triberg-Granit Status: geschützt Geotop-ID ND 3                                |
| 4311                 | Blindensee ca. 2500 m SW von Schonach i. Schw.                                     | Landschaftselement | Schönwald im Schwarzwald                       | 48° 7′ 29,5″ N, 8° 10′ 36,8″ O  |      | Geologische Einheit: ? Status: mit geschützt (NSG Blindensee)                                       |
| 4312                 | Böschung am Nordsporn des Langenbergs, Schönwald im Schwarzwald                    | Aufschluss         | Schönwald im Schwarzwald                       | 48° 6′ 26,6″ N, 8° 9′ 46,1″ O   |      | Geologische Einheit: Rotliegend Status: mit geschützt (NSG Briglirain)                              |
| 4313                 | Schlossfelsen, Triberg im Schwarzwald                                              | Felsformation      | Triberg im Schwarzwald Gemarkung Gremmelsbach  | 48° 10′ 45,3″ N, 8° 14′ 23,1″ O |      | Geologische Einheit: Triberg-Granit Status: geschützt (Naturdenkmal Felsgruppe Schloßfelsen)        |
| 4314                 | Rappenfelsen, Triberg im Schwarzwald                                               | Felsformation      | Triberg im Schwarzwald Gemarkung Gremmelsbach  | 48° 10′ 38,9″ N, 8° 14′ 28,1″ O |      | Geologische Einheit: Triberg-Granit Status: geschützt (Naturdenkmal Felsgruppe Rappenfelsen)        |
| 4315                 | Hohlenstein, Triberg im Schwarzwald                                                | Felsformation      | Triberg im Schwarzwald Gemarkung Gremmelsbach  | 48° 9′ 45,2″ N, 8° 14′ 36,6″ O  |      | Geologische Einheit: Triberg-Granit Status: geschützt (Naturdenkmal Felsgruppe Hohlenstein)         |
| 4316                 | Quarzriff Heidenstein, Triberg im Schwarzwald                                      | Felsformation      | Triberg im Schwarzwald Gemarkung Nussbach      | 48° 6′ 34,6″ N, 8° 15′ 37,4″ O  |      | Geologische Einheit: Quarz Status: geschützt (Naturdenkmal Felsgruppe Heidenstein)                  |
| 4317                 | Dreikaiserfelsen, Triberg im Schwarzwald                                           | Felsformation      | Triberg im Schwarzwald                         | 48° 7′ 53,7″ N, 8° 14′ 17″ O    |      | Geologische Einheit: Triberg-Granit Status: geschützt (Naturdenkmal Felsengruppe Dreikaiserfelsen)  |
| 4318                 | Neckar-Ursprung, Villingen-Schwenningen                                            | Quelle             | Villingen-Schwenningen Gemarkung Schwenningen  | 48° 2′ 38,8″ N, 8° 31′ 46,4″ O  |      | Geologische Einheit: Gipskeuper Status: mit geschützt (NSG Schwenninger Moos)                       |
| 4319                 | Plattenmoos                                                                        | Moor               | Villingen-Schwenningen Gemarkung Tannheim      | 48° 0′ 50″ N, 8° 24′ 47,6″ O    |      | Geologische Einheit: Buntsandstein Status: mit geschützt (NSG Plattenmoos)                          |
| 4320                 | Salvestfelsen, Villingen-Schwenningen                                              | Felsformation      | Villingen-Schwenningen Gemarkung Villingen     | 48° 4′ 25,9″ N, 8° 23′ 41,4″ O  |      | Geologische Einheit: Eisenbach-Granit Status: geschützt (Naturdenkmal Felsengruppe Salvestfelsen)   |
| 4321                 | Uhustein, Villingen-Schwenningen                                                   | Felsformation      | Villingen-Schwenningen Gemarkung Villingen     | 48° 4′ 32,8″ N, 8° 24′ 56,7″ O  |      | Geologische Einheit: Eisenbach-Granit Status: geschützt (Naturdenkmal Felsengruppe Uhustein)        |
| 4322                 | Strassenböschung an der Hirschhalde, Bad Dürrheim                                  | Aufschluss         | Bad Dürrheim                                   | 48° 0′ 33,4″ N, 8° 32′ 57,5″ O  |      | Geologische Einheit: Stubensandstein                                                                |
| 4323                 | Aufg. Steinbruch (ehem. Klopfplatz) W von Aselfingen, Blumberg                     | Felsformation      | Blumberg Gemarkung Achdorf                     | 47° 50′ 34,3″ N, 8° 28′ 35,8″ O |      | Geologische Einheit: Arietenkalk-Formation                                                          |
| 4324                 | Talhang des Aubachs 500 m NW von Aselfingen                                        | Aufschluss         | Blumberg Gemarkung Achdorf                     | 47° 50′ 48,9″ N, 8° 28′ 47,7″ O |      | Geologische Einheit: Obtususton-Formation bis Opalinuston-Formation                                 |
| 4325                 | Prallhang des Aubachs am Wachtbuck, Blumberg-Achdorf                               | Aufschluss         | Blumberg Gemarkung Achdorf                     | 47° 50′ 37,3″ N, 8° 28′ 59,4″ O |      | Geologische Einheit: Obtususton-Formation bis Opalinuston-Formation                                 |
| 4326                 | Eschacher Bergsturz am Scheffheu, Blumberg                                         | Landschaftselement | Blumberg Gemarkung Achdorf                     | 47° 51′ 12,8″ N, 8° 29′ 46,6″ O |      | Geologische Einheit: Murchisonaeoolith-Formation und Wedelsandstein-Formation                       |
| 4327                 | Bergrutschgebiet am Eichberg, Blumberg                                             | Landschaftselement | Blumberg Gemarkung Achdorf                     | 47° 50′ 50″ N, 8° 30′ 33″ O     |      | Geologische Einheit: Murchisonaeoolith-Formation bis Wohlgeschichtete Kalk-Formation                |
| 4328                 | Aufg. Steinbruch im Biesenbachtal SE von Blumberg                                  | Aufschluss         | Blumberg                                       | 47° 49′ 34″ N, 8° 33′ 26,3″ O   |      | Geologische Einheit: Wohlgeschichtete Kalk-Formation                                                |
| 4329                 | Bergstürze am Buchberg an der W-Seite ca. 1200 m SE von Achdorf                    | Landschaftselement | Blumberg                                       | 47° 49′ 52,9″ N, 8° 31′ 6,7″ O  |      | Geologische Einheit: Ludwigienton-Formation bis Impressamergel-Formation                            |
| 4330                 | Höhenlage östl. von Kommingen                                                      | Landschaftselement | Blumberg Gemarkung Kommingen                   | 47° 49′ 4,1″ N, 8° 37′ 20,7″ O  |      | Geologische Einheit: Juranagelfluh                                                                  |
| 4331                 | Aufg. Travertinbruch bei Riedöschingen, Blumberg                                   | Aufschluss         | Blumberg Gemarkung Riedöschingen               | 47° 50′ 31,5″ N, 8° 35′ 36,2″ O |      | Geologische Einheit: Travertin                                                                      |
| 4332                 | Kummenried                                                                         | Maar               | Blumberg Gemarkung Riedöschingen               | 47° 49′ 41,5″ N, 8° 35′ 5,8″ O  |      | Geologische Einheit: Juranagelfluh                                                                  |
| 4333                 | Aufg. kleiner Steinbruch Steinröhre 300 m W vom Blauen Stein SSW von Riedböhringen | Aufschluss         | Blumberg Gemarkung Riedöschingen               | 47° 49′ 38,4″ N, 8° 35′ 39,5″ O |      | Geologische Einheit: Basalt                                                                         |
| 4334                 | Aufg. Steinbruch N von Unterbränd, Bräunlingen                                     | Aufschluss         | Bräunlingen                                    | 47° 56′ 45,4″ N, 8° 22′ 7,5″ O  |      | Geologische Einheit: Mittlerer Buntsandstein                                                        |
| 4335                 | Aufg. Steinbruch bei Bräunlingen                                                   | Aufschluss         | Bräunlingen                                    | 47° 55′ 8,6″ N, 8° 26′ 28,8″ O  |      | Geologische Einheit: Trochitenkalk                                                                  |
| 4336                 | Klopfplatz Keuper beim Gasthof Alte Post, Bräunlingen                              | Aufschluss         | Bräunlingen Gemarkung Döggingen                | 47° 53′ 26,6″ N, 8° 25′ 20,1″ O |      | Geologische Einheit: Gipskeuper                                                                     |
| 4337                 | Prallhang der Gauchach bei Wirtshaus Alte Post, Bräunlingen                        | Aufschluss         | Bräunlingen Gemarkung Döggingen                | 47° 53′ 21,7″ N, 8° 25′ 19,2″ O |      | Geologische Einheit: Lettenkeuper                                                                   |
| 4338                 | Aufg. Gipsbruch an der Gaishalde, Bräunlingen                                      | Aufschluss         | Bräunlingen Gemarkung Döggingen                | 47° 53′ 3,9″ N, 8° 25′ 21,8″ O  |      | Geologische Einheit: Gipskeuper                                                                     |
| 4339                 | Aufg. Tongrube am Haselberg, Brigachtal                                            | Aufschluss         | Brigachtal Gemarkung Überauchen                | 48° 0′ 9,6″ N, 8° 27′ 18,1″ O   |      | Geologische Einheit: Salinar                                                                        |
| 4340                 | Steinbruch Schlenker E von Dauchingen                                              | Aufschluss         | Dauchingen                                     | 48° 5′ 47,3″ N, 8° 33′ 40,7″ O  |      | Geologische Einheit: Trigonodus-Dolomit                                                             |
| 4341                 | Aufg. Materialentnahmestelle bei Aasen, Donaueschingen                             | Aufschluss         | Donaueschingen Gemarkung Aasen                 | 47° 59′ 13,3″ N, 8° 32′ 24,5″ O |      | Geologische Einheit: Bunte Mergel                                                                   |
| 4342                 | Donauquelle im Schlosspark, Donaueschingen                                         | Quelle             | Donaueschingen                                 | 47° 57′ 4,9″ N, 8° 30′ 10,7″ O  |      | Geologische Einheit: ?                                                                              |
| 4343                 | Aufg. Steinbruch E von Zindelstein                                                 | Aufschluss         | Donaueschingen Gemarkung Wolterdingen          | 47° 58′ 43,3″ N, 8° 23′ 32,4″ O |      | Geologische Einheit: Gneis                                                                          |
| 4344                 | Aufg. Steinbruch am Eichbuck, Donaueschingen                                       | Aufschluss         | Donaueschingen Gemarkung Wolterdingen          | 47° 58′ 12,3″ N, 8° 26′ 46,1″ O |      | Geologische Einheit: Oberer Muschelkalk                                                             |
| 4345                 | Aufg. Steinbruch W von Wolterdingen, Donaueschingen                                | Aufschluss         | Donaueschingen Gemarkung Wolterdingen          | 47° 58′ 2,8″ N, 8° 24′ 20,6″ O  |      | Geologische Einheit: Mittlerer Buntsandstein                                                        |
| 4346                 | Moräne im Wolfloch, Furtwangen im Schwarzwald                                      | Moräne             | Furtwangen im Schwarzwald Gemarkung Neukirch   | 48° 0′ 14,8″ N, 8° 11′ 40,7″ O  |      | Geologische Einheit: ?                                                                              |
| 4347                 | Wasserfall des Aubächles bei Mundelfingen, Hüfingen                                | Wasserfall         | Hüfingen Gemarkung Mundelfingen                | 47° 51′ 39,2″ N, 8° 27′ 45,1″ O |      | Geologische Einheit: Arietenkalk-Formation                                                          |
| 4348                 | Aufgelassener Steinbruch Vorderstockburg, Königsfeld im Schwarzwald                | Aufschluss         | Königsfeld im Schwarzwald Gemarkung Buchenberg | 48° 6′ 19,5″ N, 8° 23′ 32,8″ O  |      | Geologische Einheit: Granitporphyr                                                                  |
| 4349                 | Aufg. Steinbruch E von Fischbach, Niedereschbach                                   | Aufschluss         | Niedereschach Gemarkung Fischbach              | 48° 8′ 49,1″ N, 8° 30′ 18,9″ O  |      | Geologische Einheit: Grenzbereich Buntsandstein/ Muschelkalk                                        |
| 4350                 | Aufgelassener Steinbruch/Schotterwerk E von Kappel, Niedereschbach                 | Aufschluss         | Niedereschach Gemarkung Kappel                 | 48° 6′ 33,4″ N, 8° 31′ 10,5″ O  |      | Geologische Einheit: Oberer Muschelkalk                                                             |
| 4351                 | Sandgrube Sommerau bei Obersteinhalden, St. Georgen im Schwarzwald                 | Aufschluss         | Sankt Georgen im Schwarzwald Gemarkung Brigach | 48° 8′ 1,5″ N, 8° 17′ 48,7″ O   |      | Geologische Einheit: Unterer Buntsandstein                                                          |
| 4352                 | Brigachquelle in Brigach W von St. Georgen im Schwarzwald                          | Quelle             | Sankt Georgen im Schwarzwald Gemarkung Brigach | 48° 6′ 25″ N, 8° 16′ 52,5″ O    |      | Geologische Einheit: ?                                                                              |
| 4353                 | Quarzriff Lägerfelsen beim Kesselberg, Triberg im Schwarzwald                      | Felsformation      | Triberg im Schwarzwald Gemarkung Nussbach      | 48° 6′ 26,9″ N, 8° 15′ 52″ O    |      | Geologische Einheit: Quarz                                                                          |
| 4354                 | Aufgelassener Steinbruch Hirzwald, Triberg im Schwarzwald                          | Aufschluss         | Triberg im Schwarzwald Gemarkung Nussbach      | 48° 6′ 14,1″ N, 8° 16′ 17,3″ O  |      | Geologische Einheit: Porphyrtuff                                                                    |
| 4355                 | Triberger Wasserfälle, Triberg im Schwarzwald                                      | Wasserfall         | Triberg im Schwarzwald                         | 48° 7′ 35,6″ N, 8° 13′ 39″ O    |      | Geologische Einheit: Triberg-Granit                                                                 |
| 4356                 | Tongrube des Blähtonwerks Liapor, Tuningen                                         | Aufschluss         | Tuningen                                       | 48° 1′ 14,5″ N, 8° 36′ 58,5″ O  |      | Geologische Einheit: Opalinuston-Formation                                                          |
| 4357                 | Aufg. Steinbruch E von Marbach, Villingen-Schwenningen                             | Aufschluss         | Villingen-Schwenningen Gemarkung Marbach       | 48° 1′ 55,3″ N, 8° 29′ 2,7″ O   |      | Geologische Einheit: Trochitenkalk                                                                  |
| 4358                 | Aufg. kleiner Steinbruch E von Marbach, Villingen-Schwenningen                     | Aufschluss         | Villingen-Schwenningen Gemarkung Marbach       | 48° 1′ 54,9″ N, 8° 29′ 53,9″ O  |      | Geologische Einheit: Oberer Muschelkalk                                                             |
| 4359                 | Aufschluss 1000 m ESE von Mühlhausen bei Pkt. 729                                  | Aufschluss         | Villingen-Schwenningen Gemarkung Mühlhausen    | 48° 3′ 3,3″ N, 8° 35′ 49,1″ O   |      | Geologische Einheit: Unterjura                                                                      |
| 4360                 | Steinbruch Raithel, Villingen-Schwenningen                                         | Aufschluss         | Villingen-Schwenningen                         | 48° 5′ 59,2″ N, 8° 23′ 53,4″ O  |      | Geologische Einheit: Unterer Buntsandstein auf Gneis                                                |
| 4361                 | Steinbruch Sommertshausener Halde (Ziegelei), Villingen-Schwenningen               | Aufschluss         | Villingen-Schwenningen                         | 48° 5′ 31,4″ N, 8° 27′ 6″ O     |      | Geologische Einheit: Unterer Muschelkalk                                                            |
| 4362                 | Aufg. Steinbruch südwestlich der St. Michaelskirche, Vöhrenbach                    | Aufschluss         | Vöhrenbach                                     | 48° 2′ 37,9″ N, 8° 19′ 4,6″ O   |      | Geologische Einheit: Aplitgranit                                                                    |